# 奇蹟樂隊

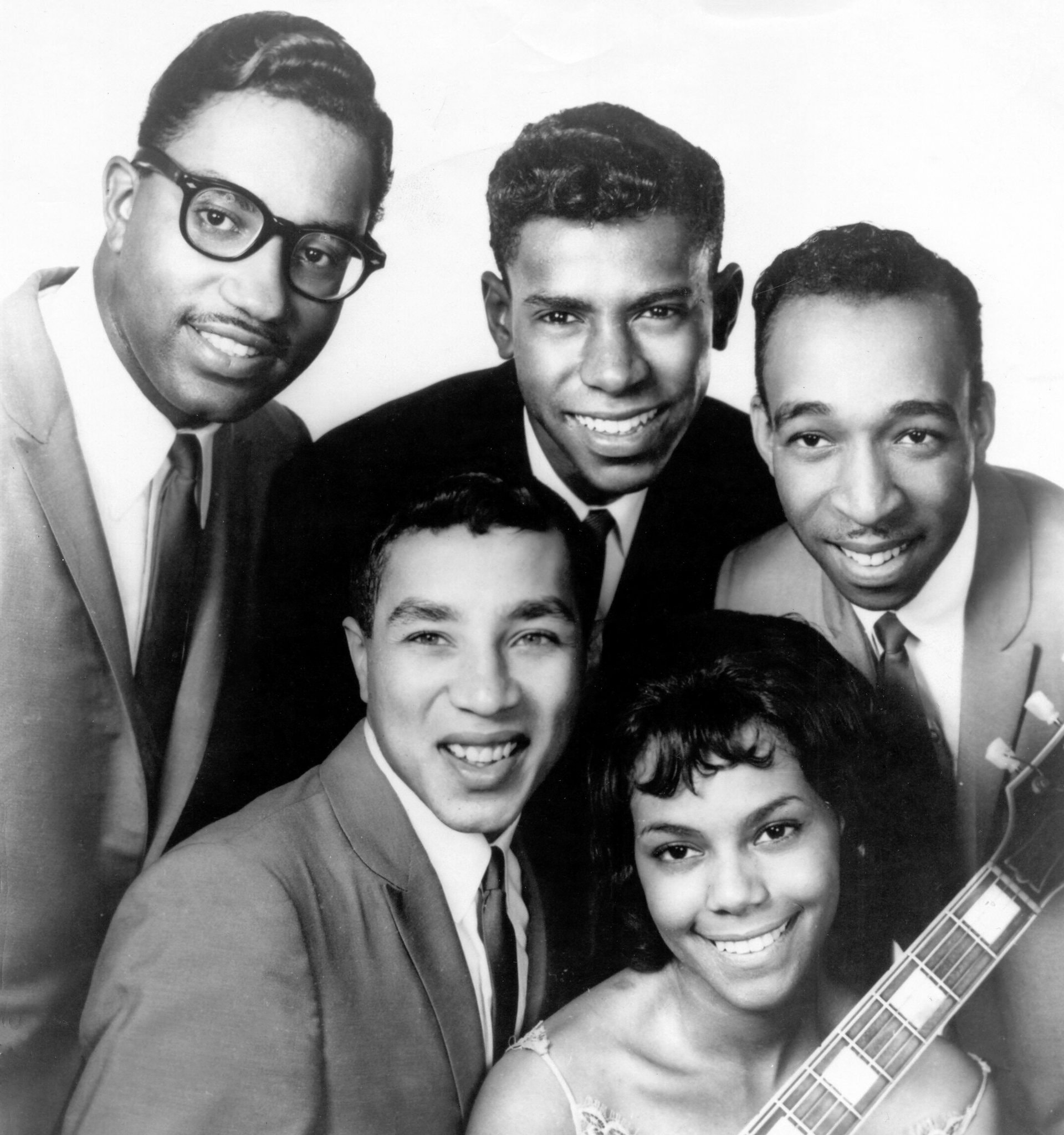
奇蹟樂隊

奇蹟樂隊是一支美国声乐团体，1955年成立于密歇根州底特律。一開始摩城唱片負責銷售他們的唱片。  史摩基·羅賓森和其妻子是該樂隊的創始成員。
該樂隊在史摩基·羅賓森和其妻子未離隊期間樂隊有16首歌曲进入告示牌百大單曲榜前 20 名，七首单曲进入前 10 名，還有一首歌曲登頂冠军单曲。在史摩基·羅賓森離開樂隊後，乐队於1977年與哥伦比亚唱片簽約。樂隊于1978年首度解散。该樂隊後來入选摇滚名人堂。